# Issuu
Issuu (/ˈɪsjuː/) 是一個電子出版平台，主要提供一些雜誌、產品目錄、報紙、與其他的線上瀏覽。

## 歷史
Issuu在2006年在丹麥哥本哈根創立。主要創辦人有麥可·韓森（Michael Hansen）、Ruben Bjerg Hansen、Mikkel Jensen、Martin Ferro-Thomse。
2013年早期，這個公司在加州Palo Alto開啟了一間辦公室。

## 腳註
- Docstoc
- Scribd
- Yumpu

## 中國大陸封鎖
依據GreatFire測試，其網站在中國大陸被當局的網墻封鎖，即當地網民無法正常訪問該網站，2016年起或更早起持續遭受封鎖至今。

## 延伸閱讀
- Kolodny, Lora. . The Wall Street Journal - Digital. July 14, 2014  [2015-06-26]. （原始内容存档于2019-08-24）.

## 外部連結
- 官方网站（英文）